# جحظة البرمكي
أبو الحسن أحمد بن جعفر بن موسى بن يحيى بن خالد بن برمك (224هـ/839م - 324هـ/936م) ولُقِّب بجحظة، وهو أديب وكاتب وراوية وشاعر عاش في العصر العباسي.

## سيرته
ولِدَ أحمد بن حعفر بن موسى في شهر شعبان من عام 224هـ، وينتسب إلى أسرة البرامكة، وعلى النقيض من أجداده فقد نشأ أحمد فقيراً مُحتاجاً، وكان قبيحاً جاحظ العينين فسمَّاه ابن المعتز جحظة، فعُرِفَ بهذا اللقب وغلب على اسمه الأصلي. تكسَّب جحظة البرمكي من قول الشعر والغناء والعزف على الطنبور، ويُوصَف أنَّه ظريف يُحبُّ المجالسة والمؤانسة. عمَّر جحظة عُمراً طويلاً، وتُوفِّي في شهر شعبان من عام 324هـ بعد أن بلغ مائة عام بالتمام، وتضاربت الروايات في تحديد مكان موته، فقيل أنَّه مات في قرية جيل جنوب بغداد، وقيل أيضاً أنَّه تُوفِّي في واسط بين البصرة والكوفة.

## مؤلفاته
تُنسَب إليه المؤلفات التالية:
- له ديوان شعر.
- «كتاب الطنبوريين».
- «كتاب فضائل السكباج».
- «كتاب الترنُّم».
- «كتاب المشاهدات».
- «كتاب ما شاهده من أمر المعتمد على الله».
- «كتاب ما جمعه مِمَّا جرَّبه المُنجِّمُون فصحَّ من الأحكام».